# Ajat
Ajat település Franciaországban, Dordogne megyében. Lakosainak száma 300 fő (2022. január 1.). Ajat Gabillou, Thenon, Azerat, Brouchaud, Fossemagne, Limeyrat és Sainte-Orse községekkel határos.

## Népesség
A település népességének változása:
| Lakosok száma | 306  | 297  | 281  | 301  | 334  | 336  | 317  | 307  | 285  | 300  |
|               | 1968 | 1982 | 1999 | 2006 | 2011 | 2015 | 2017 | 2018 | 2020 | 2022 |